# Фрідріх Фангор
Фрідріх Фангор (нім. Friedrich Fangohr; 12 серпня 1899, Ганновер — 17 квітня 1956, Мюнхен) — німецький воєначальник, генерал піхоти вермахту. Кавалер Лицарського хреста Залізного хреста.

## Біографія
8 грудня 1916 року вступив в Прусську армію. Учасник Першої світової війни. В грудні 1918 року вступив у добровольчу роту добровольчого полку «Гаазе» і призначений командиром взводу, потім перейшов у добровольчий батальйон «Петрі». 4 лютого 1920 року вступив в рейхсвер. З жовтня 1937 року — 1-й офіцер Генштабу 13-ї моторизованої дивізії, з лютого 1940 року — 41-го армійського корпусу. Учасник Польської і Французької кампаній. З 15 лютого 1941 року — начальник Генштабу 57-го армійського корпусу, з липня 1942 року — 4-ї танкової армії. Учасник Сталінградської битви. В червні 1944 року відправлений в резерв фюрера. З 25 серпня 1944 року — командир 122-ї піхотної дивізії, з 20 січня по 20 квітня 1945 року — 1-го армійського корпусу. В травні 1945 року призначений начальником німецького штабу зв'язку в штаб-квартирі союзників в Реймсі, який займався роззброєнням та інтернуванням німецьких солдатів. В травні 1948 року звільнений з полону.

## Нагороди
- Залізний хрест 2-го і 1-го класу
- Сілезький Орел 2-го ступеня
- Почесний хрест ветерана війни з мечами
- Медаль «За вислугу років у Вермахті» 4-го, 3-го і 2-го класу (18 років)
- Медаль «У пам'ять 1 жовтня 1938»
- Застібка до Залізного хреста 2-го і 1-го класу
- Німецький хрест в золоті (25 березня 1942)
- Медаль «За зимову кампанію на Сході 1941/42»
- Лицарський хрест Залізного хреста (9 червня 1944)
- Нарукавна стрічка «Курляндія»